# Viktor Bogdanovic

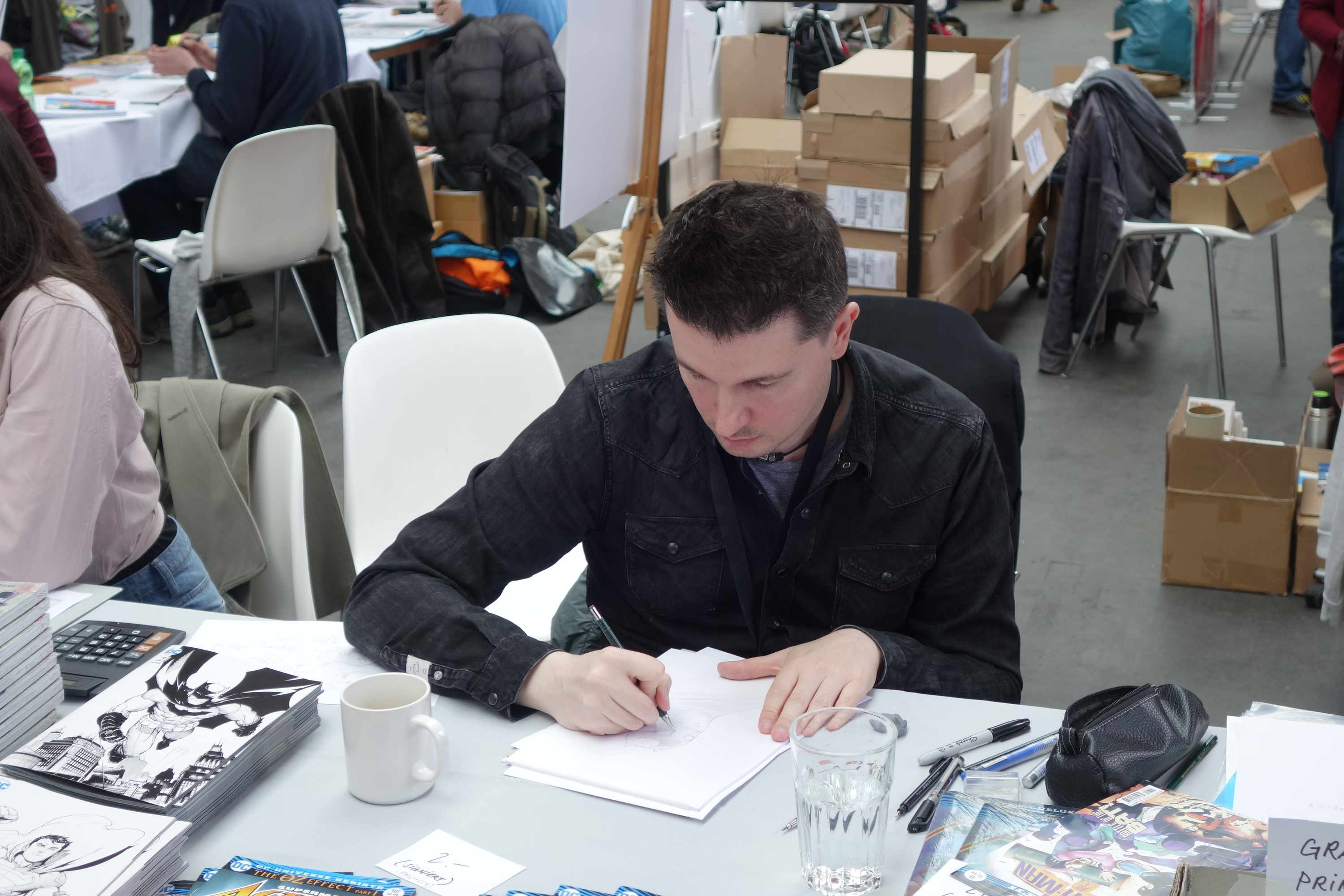
Viktor Bogdanovic auf der Comiciade 2018

Viktor Bogdanovic (* 18. Februar 1981 in Basel) ist ein Schweizer Comiczeichner.

## Leben
Viktor Bogdanovic wuchs in Basel auf, wo er unter anderem die Schule für Gestaltung Basel besuchte. Seine Eltern (beide Lehrer) zogen in den 1980er Jahren aus dem früheren Jugoslawien in die Schweiz. Nach seiner Studienzeit in Belgrad kehrte Bogdanovic in die Schweiz zurück. Neben seiner Weiterbildung an der Pädagogischen Hochschule in Basel begann er als Comiczeichner und Illustrator kleinere Aufträge anzunehmen.
Es folgten mehrere Independent-Comics (u. a. Garth Kirby and the Cookbook of the Gods mit Sal Crivelli und Chris Smith and the Nazi Zombies from Hell mit Julian Burrett). 2013 veröffentlichte er mit Autor Glen Brunswick seine erste Serie Reality Check für Image Comics. 2014 schickte er mehrere Probeseiten an einige Redaktoren des US-amerikanischen Comicverlages DC Comics. Alex Antone engagierte ihn daraufhin als Zeichner für die Serie Batman: Arkham Knight, die er fast ein Jahr lang zeichnete. Batman: Arkham Knight ist die Comicadaption zum gleichnamigen Computerspiel.
Es folgte die Miniserie Suicide Squad Most Wanted: Deadshot (Autor: Brian Buccellato). Bogdanovic war Teil von DCs Rebirth Event wo er mit Gene Luen Yang die neue Serie New Super-Man kreierte. 2017 unterschrieb Bogdanovic einen Exklusivvertrag mit DC.  Im selben Jahr zeichnete er Action Comics, wo er mit Dan Jurgens zusammenarbeitete. Im Januar 2018 übernahm er von John Romita Jr. die Serie The Silencer (Autor: Dan Abnett), die Teil der New-Age-of-Heroes-Reihe von DC ist. Bogdanovic lebt und arbeitet heute wieder in Basel.